# المعينة (حبيش)

تعديل مصدري - تعديل

المعينة محلة تابعة لقرية المحالل، التابعة لعزلة الفراعي بمديرية حبيش إحدى مديريات محافظة إب في الجمهورية اليمنية، بلغ تعداد سكانها 213 حسب تعداد اليمن لعام 2004.